# Assassin's Creed: Altaïr's Chronicles
Assassin's Creed: Altaïr's Chronicles é um jogo eletrônico de ação-aventura de 2008 desenvolvido pela Gameloft Bucharest e publicado pela Ubisoft. É o primeiro spin-off da franquia Assassin's Creed e uma prequela do jogo Assassin's Creed de 2007. Tendo lugar no ano 1190 d.C., o jogo gira em torno da busca do assassino Altaïr Ibn-LaʼAhad por um artefato chamado Cálice, que o coloca em conflito com a Ordem dos Templários. Altaïr viaja para várias cidades no Oriente Médio durante o jogo, incluindo Jerusalém, Acre e Damasco (também apresentado em Assassin's Creed), bem como Tiro e Alepo, que são novas na série.
O jogo foi originalmente lançado para o Nintendo DS em fevereiro de 2008, e mais tarde foi portado para o Windows Phone e os sistemas operacionais Android, iOS, webOS, Symbian e Java ME. Recebeu críticas mistas a positivas dos críticos e foi seguido por Assassin's Creed: Bloodlines (outro spin-off seguindo Altaïr) e Assassin's Creed II: Discovery (um spin-off de Assassin's Creed II), ambos lançados em novembro de 2009.

## Jogabilidade
Assassin's Creed: Altaïr's Chronicles é um jogo eletrônico de ação-aventura no qual os jogadores assumem o papel de Altaïr Ibn-LaʼAhad. O jogo é renderizado em 3D a partir de uma perspectiva em terceira pessoa e tira proveito dos recursos do Nintendo DS, mas, ao contrário de Assassin's Creed, não é um mundo aberto. A jogabilidade combina combate hack and slash com assassinatos furtivos e parkour, que pode ser usado para explorar o ambiente. Em combate, os jogadores podem fazer uso de ataques fortes e fracos, blocos e vários combos para derrotar os inimigos. Mais tarde no jogo, bombas, facas de arremesso e uma besta também são disponibilizados para o jogador. O jogo apresenta três níveis de dificuldade: Fácil, Médio e Difícil.

## Enredo
O jogo se passa durante a Terceira Cruzada em 1190, aproximadamente um ano antes dos eventos de Assassin's Creed. Depois de uma missão desconhecida, o assassino Altaïr Ibn-LaʼAhad chega a Alepo, que está sitiada pelos Templários, que estão procurando na cidade por alguém sob as ordens de seu grão-mestre, Lorde Basilisk. Depois de aprender sobre isso com um Assassino moribundo, Altaïr recebe uma espada que usa para lutar contra os atacantes. Depois disso, Altaïr é encarregado por Al-Mualim, o Mentor da Irmandade dos Assassinos, de encontrar o "Cálice", que dizem ter o poder de unir todas as facções e terminar as Cruzadas com a vitória do lado que o possui. No entanto, o cálice é muito poderoso e deve ser destruído antes que caia em mãos erradas.
Altaïr começa sua jornada em Damasco, onde aprende com um rafik que o Cálice é mantido no Templo da Areia e que ele precisa de três chaves para entrar. Altaïr obtém a primeira chave em Damasco de um dançarino/místico de circo chamado Fajera, antes de ir para Tiro. Lá, ele descobre que a segunda chave foi encontrada por Roland Napule, o chefe do hospital local que teria sido torcido. Altaïr assassina Napule e obtém a chave. Ele então viaja para Jerusalém e descobre que Lorde Basilisk tem a terceira chave. Descobrindo que Basilisk participará de uma festa organizada pelo rei em sua vila, Altaïr se infiltra e confronta Basilisk. Ele o derrota e recupera sua chave, mas o grão-mestre Templário consegue escapar. Mais tarde, os Templários atacam um agente Assassino, Hazad, e roubam seu mapa que leva ao Templo da Areia. Altaïr os segue até sua torre, onde mata seu líder, conhecido apenas como "o Mestre", e pega o mapa.
Altaïr segue para o Templo, apenas para encontrar um baú vazio no lugar do Cálice. Ele é então confrontado por Lorde Basilisk, que revela que o Cálice é na verdade uma mulher antes de fugir. Altaïr o segue até Tiro e, depois de ganhar acesso ao domínio dos Templários, o derrota novamente. Em troca de poupar sua vida, Basilisk diz a Altaïr que o Cálice foi levado para Jerusalém e que os Templários estão cercando Acre. Depois de se defender do ataque dos Templários em Acre, Altaïr segue para Jerusalém e resgata o Cálice, que ele identifica como Adha, uma garota que conheceu e por quem tinha sentimentos no passado. Adha revela que os Templários subornaram Harash, o segundo em comando dos Assassinos, para ajudá-los a atacar a fortaleza dos Assassinos em Alepo. Altaïr frustra o ataque e assassina Harash, mas enquanto ele está fora, os Templários capturam Adha. Em Tiro, Altaïr luta com Basilisk uma última vez e o mata a bordo de seu navio, mas os Templários escapam com Adha em um navio separado. Altaïr olha para o horizonte e jura encontrar Adha.